# جورج پین
جورج پین (انگلیسی: George Payne; ۱۷ فوریهٔ ۱۸۸۷ – ۲۱ اوت ۱۹۳۲) بازیکن فوتبال بود.
از باشگاه‌هایی که در آن بازی کرده‌است می‌توان به باشگاه فوتبال آرسنال اشاره کرد.